# Kausaladverb
Ein Kausaladverb ist eine Wortart, die als semantische Subklasse zu den Adverbien gehört. 
Man kann mit Helbig/Buscha fünf verschiedene Verhältnisse unterscheiden:
- Grund (kausales Verhältnis im engeren Sinne), deshalb, also, folglich
- Bedingung (konditionales Verhältnis), dann, andernfalls
- Nicht hinreichender Grund (konzessives Verhältnis), dennoch, trotzdem
- Folge (konsekutives Verhältnis), so
- Zweck (finales Verhältnis), dazu,  wozu

Kausaladverbien stehen oft in einem neuen, eigenständigen Satz, der sich auf den vorhergehenden bezieht. 
Zum Beispiel: „Lisa mag ihren Hund sehr gern. Darum spielt sie jeden Tag mit ihm.“
Die Abtrennung kann auch durch ein Semikolon oder ein Komma erfolgen.